# Улица Марии Максаковой
У́лица Мари́и Макса́ковой — улица в исторических районах Закутумье и Селение в центральной части Астрахани. Начинчается от улицы Академика Королёва и идёт с юга на север, пересекая улицы Академика Королёва, Кожанова, Анри Барбюса, Полякова и Юрия Селенского, переулок Чернышова и территорию сквера имени 60-летия Сталинградской битвы и заканчивается у бульвара Победы.
Преимущественно застроена малоэтажными зданиями дореволюционного периода, в том числе многочисленными памятниками архитектуры.

## История
В XIX веке улица называлась Площадной, затем была переименована в Тевяшевскую. В 1920 году постановлением Пленума астраханского горсовета переименована в Республиканскую. В 1989 году получила своё современное название в честь астраханской оперной певицы Марии Петровны Максаковой.

## Застройка
- дом 1/21/24 —  памятник архитектуры Здание церковного училища церкви во имя Казанской иконы Божьей матери (конец XIX в.)
- дом 3/26 —  памятник архитектуры Ночлежный дом (конец XIX в.)
- дом 5 —  памятник архитектуры Здание дешёвой столовой благотворительного общества (Воробьёвская столовая, 1891 г.)
- дом 6 —  памятник архитектуры Здание Александровского приюта для мальчиков (конец XIX в.)
- дом 21 —  памятник архитектуры Жилой дом (конец XIX в.)
- дом 29/11/54 —  памятник архитектуры Дом Губина (начало XIX в.)

## Транспорт
Движения общественного транспорта по улице нет, ближайшие остановки маршрутных такси расположены на соседних улицах Академика Королёва, Адмиралтейской и Анри Барбюса.